# Вільгельм Карл Ґенц

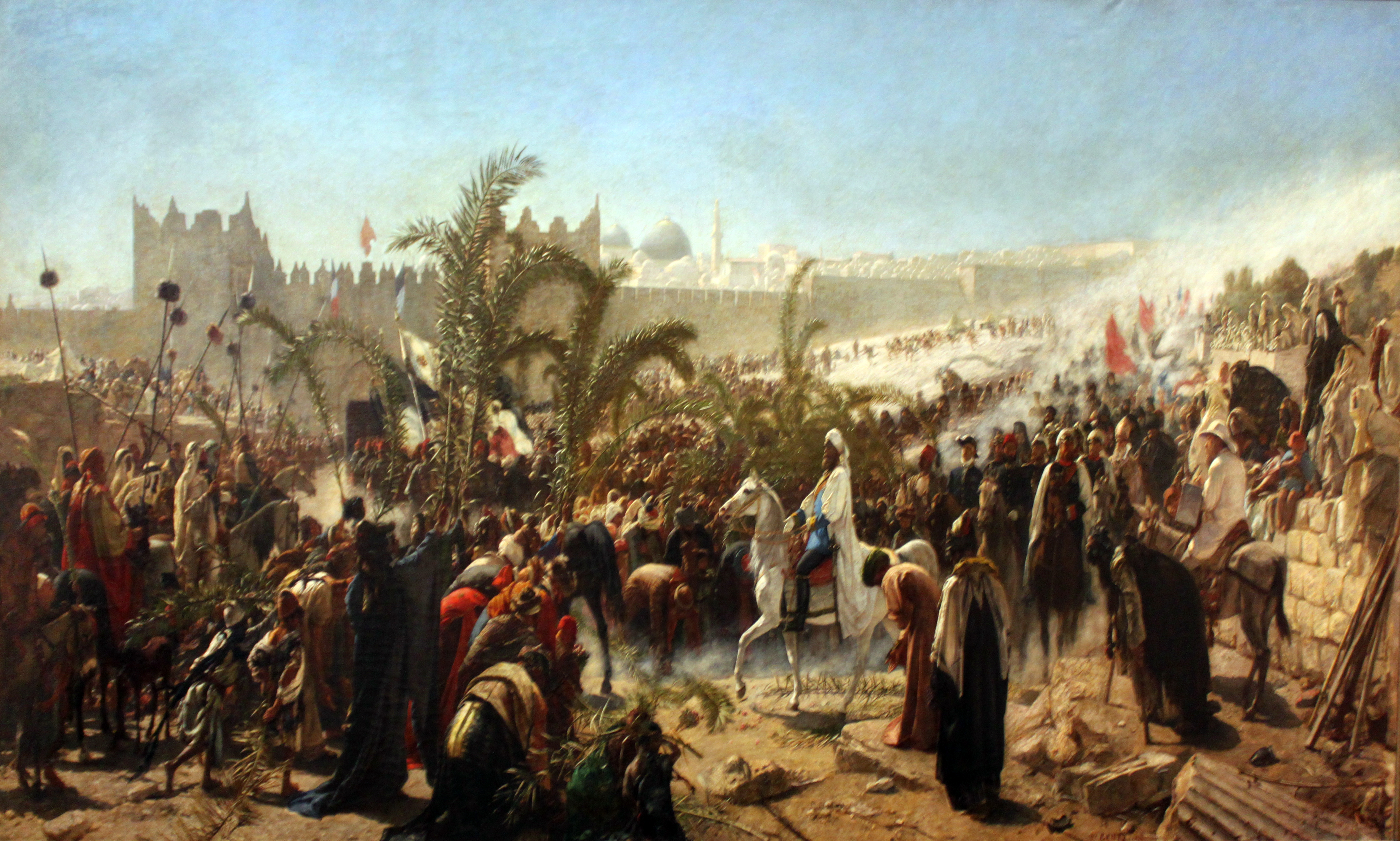
«В'їзд німецького принца-наступника в Єрусалим у 1876 р.»

Вільгельм Карл Ґенц (нім. Wilhelm Gentz; 9 грудня 1822, Нойруппін, Бранденбург — 23 серпня 1890, Берлін, Німецька імперія) — німецький історичний та етнографічно-жанровий живописець-орієнталіст.

## Біографія
Син купця. Спочатку вступив у Берлінський університет ім. Фрідріха-Вільґельма, але потім, зважившись присвятити себе живопису, вчився у А. Клебера в Берліні, з 1845 року протягом дев'яти місяців — в Антверпенській Академії мистецтв, під керівництвом Г. Вапперса, в 1846 році відправився в Лондон, потім з перервами до 1852 року займався в Парижі у П. Делароша, М. Глейра і Т. Кутюра.
У 1847 році здійснив подорож через Іспанію в Марокко. У 1850 році він відправився через Марсель і Мальту в Єгипет (який митець згодом відвідував ще п'ять разів) і на Синайський півострів. На зворотному шляху побував в Анатолії, Грецькому архіпелагові, Константинополі та Відні.
Поїздки на Схід розвинули в ньому тонку спостережливість та вплинули на захоплення орієнталістикою, створення картин із зображенням східного побуту і природи. З появою кожного нового твору В. Ґенц ставав все більш відомим живописцем. Він зображував сцени, в яких з повнотою, тонкістю і мальовничістю відбивалися характерні особливості даної місцевості та її населення, причому з дивовижною силою і правдою; передавав розкіш фарб і пекуче сонце півдня, не поступаючись в цьому плані першокласним колористам Франції. Іноді, особливо на початку творчості, він писав також картини біблійного, релігійного змісту, дотримуючись в них реалістичного напряму.
У 1874—1890 роках В. Ґенц був членом Королівської Прусської Академії мистецтв у Берліні. У 1881 році імператор Німеччини Вільгельм I призначив його професором живопису.
Як ілюстратор співпрацював з газетою «Альтанка» (Die Gartenlaube — Illustrirtes Familienblatt).

## Вибрані твори
- «Христос у Симона фарисея» (зберігалася в монастирській церкві в Нойруппіні),
- «Христос і блудниця» (в Хемніцькому музеї),
- «Христос серед митарів»,
- «Транспорт невільників в степу» (в Щецинському музеї),
- «Свято на кладовищі в Каїрі» (в Дрезденській галереї),
- «Зустріч двох караванів в пустелі»,
- «Базар в Алжирі»,
- «Сільська школа у Верхньому Єгипті»,
- «Заклинатель змій» (1872)
- «В'їзд німецького принца-наступника в Єрусалим в 1876 р.» (найвизначніша робота В. Ґенца, зберігалася в Берлінській національній галереї). Картина отримала велику золоту медаль на Великий академічної виставці в Берліні і малу срібну медаль на Мюнхенській виставці.

|  |  |  |  |